# One Night Only (группа)
One Night Only — британская инди-рок-группа из Хелмслей (Северный Йоркшир), созданная в 2003 году.

## История
One Night Only образовалась летом 2003 года. Первоначально, в её состав входили Марк «Mittens» Хейтон, Даниэль «POB» Паркин, Сэм «Gunner» Форд и Кай Смит. Тогда у группы ещё не было вокалиста, но затем к компании присоединился Джордж Крейг, друг брата Сэма Форда. Его попросили стать вокалистом, но Крейг настаивал на том, что играть на гитаре у него получается лучше. Затем группу покинул Кай Смит. Вопреки некоторым сообщениям, они не начинали как кавер-группа Beatles — сначала они действительно исполняли песни таких групп, как Blink-182, New Found Glory и The Beatles, но также играли и собственные.
Название «One Night Only» появилось, когда группу попросили устроить концерт. У них не было названия на тот момент и поэтому придумали «One Night Only», буквально подразумевая то, что выступление группы продлится всего одну ночь. Однако название за группой сохраняется и по сей день. Они отыграли свой первый концерт 12 декабря 2003 года в Мемориальном зале Kirkbymoorside, который на некоторое время стал популярным местом их выступлений. В 2005 году к группе присоединился клавишник Джек «Fish» Сайлс. Группа появились на The Friday Night Project, исполнив свой третий сингл «It’s About Time». Джордж Крейг также выступил на Hollyoaks, исполнив акустическую версию той же песни.
В 2007 году группа гастролировала с Milburn и Pigeon Detectives. Их первый заглавный тур начался в январе 2008 года и закончился в марте. Их самый большой заглавный тур на сегодняшний день состоялся осенью 2008 года. Ещё они играли на нескольких фестивалях, включая Isle of Wight, Oxegen и Glastonbury. Следующий тур группа провела при поддержке рок-трио General Fiasco из Северной Ирландии. Зрители и другие группы, встречались на площадках, таких как Lincoln Engine Shed и The Astoria.
Своё последнее турне они начали 15 июня 2010 года.

### Started A Fire (2007—2008)
Дебютный альбом «Started A Fire» был записан в студии RAK, в районе Лондона — Сент-Джонс-Вуд, с августа по сентябрь 2007 года. Продюсером альбома был Стив Лиллиуайт, который известен по своей работе с U2.
«You And Me» был первым синглом, который вышел в октябре 2007 года. Он не смог войти в ТОП-40 чарта Великобритании, заняв #46. Второй сингл — «Just For Tonight», достиг большего успеха, заняв #9 в UK Singles Chart. Этот сингл был выпущен 28 января 2008 года, а неделю спустя был выпущен весь альбом группы. Ребята стали очень знаменитыми в Нидерландах когда их хит «Just For Tonight» был использован в качестве саундтрека к обзорам матчей Чемпионат Европы по футболу 2008 на телепередаче «Studio Sport». В ночь последнего матча Чемпионата Европы по футболу 2008 они сыграли акустическую версию песни «Just For Tonight» в студии «Studio Sport». «It’s About Time» стал третьим синглом, и был выпущен 28 апреля 2008 года. Он не смог повторить успеха «Just For Tonight», заняв #37 в UK Singles Chart. 7 июля 2008 года, четвёртым синглом группы стал перезапуск «You And Me», который занимал #1 в течение 5 недель в UK Indie Chart.

### One Night Only (2008—2010)
Группа сообщила, что написала более 25 песен с тех пор как был выпущен «Started A Fire». Альбом под названием «One Night Only» было задумано выпустить летом 2009 года, но он был выпущен только в августе 2010 года. Вначале, он должен был включать в себя песни «Intention Confidential», «A Thousand Dreams» и «Daydream» которые они исполняли в их туре в октябре, и ещё «Live It Up» и «Hurricane», видео которых ребята загружали в интернет. Никакая из этих песен так и не вошла в финальный треклист, хотя «Hurricane» и «Daydream» были записаны как B-Side и Itunes Bonus Track соответственно.
19 марта 2010 года, через Myspace было объявлено что запись второго альбома завершена. Группа также объявила уход из группы барабанщика Сэма Форда. Вместо него в группу пришёл брат Джорджа Крейга — Джеймс Крейг, который до этого играл в группе Joe Lean & The Jing Jang Jong
Группа исполнила свои новые песни в 2010 году, на фестивале SXSW в городе Остин (Техас). Шесть новых песен сделали свой дебют — «Chemistry», «Anything», «Forget My Name», «Say You Don’t Want It», «Got It All Wrong» и «All I Want». 12 мая 2010 года, ребята выпустили ещё одно видео из серии «Среды с ONO», про фотосессию ко второму альбому.
Первым синглом нового альбома стала песня «Say You Don’t Want It», которая была выпущена 16 августа. В музыкальном видеоклипе снялась актриса Эмма Уотсон. 22 августа 2010 года, песня находилась на #22 UK Singles Chart. Неделю спустя, 23 августа 2010 года, был выпущен целый альбом. Он занял #36 в UK Albums Chart.
В конце 2012 года приступили к записи демо-версии третьего альбома.

### Среды с ONO
После успеха тура Started A Fire в октябре 2008 года, группа выложила видео в Myspace как они играют в футбол. После успеха этого видео, ребята начали выкладывать видео каждую среду, чтобы фанаты были в курсе всех дел группы. На 20-й неделе (1 апреля), в видео был использован семпл новой песни «Tonight». На 29-й неделе (3 июня) был использован анонс выступлений группы в Нью-Йорке организованное в поддержку лейбла одежды Burberry, включая новые песни «This Is A Hurricane» и «Live It Up», вместе с длинной версией студийного клипа «This Is A Hurricane» который был использован вначале.
28 апреля 2010 года, в конце видео «It’s Alright — Live In Helmsley» они проиграли клип финальной студийной версии «Say You Don’t Want It». Они вкладывали такой же тизер, в свои последующие видео из серии «Среды с ONO».

## Состав группы
- Джордж Крейг — Вокал, гитара (2003-н.в.)
- Дэниел Паркин — бас (2003-н.в.)
- Джек Сэйлс — клавишные, бэк-вокал (2005-н.в.)
- Джеймс Крейг — ударные (2010-н.в.)

Бывшие участники
- Кай Смит — гитара (2003)
- Сэм Форд — ударные (2003—2010)
- Марк Хэйтон — гитара, бэк-вокал (2003—2014)

## Дискография

### Альбомы
- Started a Fire (2008) #10 UK[6]
- One Night Only (2010) #36 UK[6]

### Синглы
| Год  | Сингл                     | Позиция | Позиция | Альбом                                    |
| Год  | Сингл                     | UK      | NL      | Альбом                                    |
| ---- | ------------------------- | ------- | ------- | ----------------------------------------- |
| 2007 | «You and Me»              | 46      | -       | Started a Fire                            |
| 2008 | «Just for Tonight»        | 9       | 4       | Started a Fire                            |
| 2008 | «It’s About Time»         | 37      | -       | Started a Fire                            |
| 2008 | «You and Me» (rerelease)  | 55      | -       | Started a Fire                            |
| 2010 | «Say You Don't Want It»   | 23      | -       | One Night Only                            |
| 2011 | «Can You Feel It Tonight» | -       | -       | Coca-Cola Original 2011 Europe Soundtrack |